# Hendrik Doeff

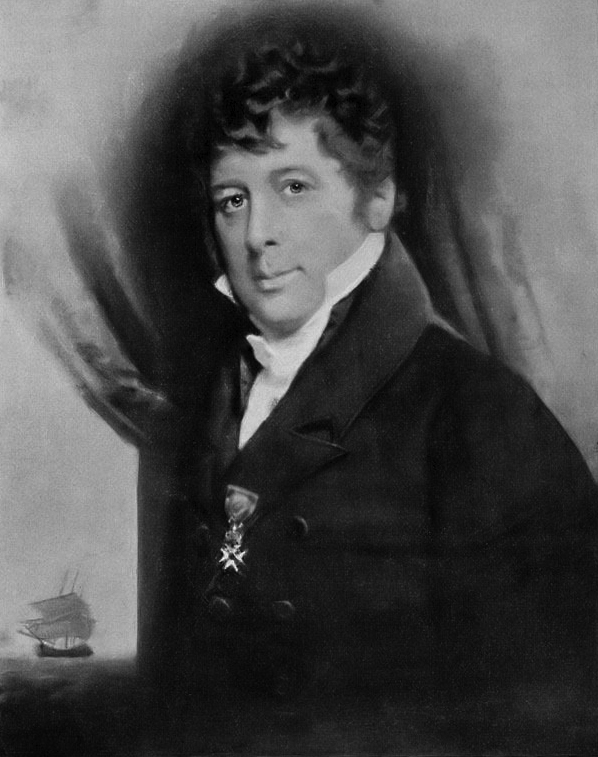
Hendrik Doeff

Hendrik Doeff (geboren 2. Dezember 1777 in Amsterdam; gestorben 19. Oktober 1835 daselbst) war 12 Jahre der Leiter der niederländischen Station Dejima in Nagasaki, Japan.

## Leben und Werk
Hendrik Doeff kam 1799 nach Nagasaki (Japan). Nach einer kurzen Reise im folgenden Jahr nach Batavia, der Hauptstadt von Niederländisch-Indien, wurde er Sekretär des Direktors der niederländischen Handelsstation Dejima in Nagasaki. 1803 wurde er Direktor der Handelsstation. Er konnte 1813 den Versuch der Engländer, damals Herren von Batavia, abwehren, Dejima einzunehmen. Doeff lebte 19 Jahre in Japan und nahm dreimal an der Reise der Holländer nach Edo teil, um verpflichtungsgemäß vor dem Shogun zu erscheinen. Beim ersten Mal, das war 1806, wurde er Zeuge eines Großbrandes der Stadt. Doeff stand auf der Seite des Shogunats und verteidigte Dejima während des Phaeton-Zwischenfalls 1808. Er verteidigte dann auch Dejima, als der Brite Thomas S. Raffles, stellvertretender Gouverneur von Java, 1813 Dejima einnehmen wollte.
Unter Doeffs Leitung wurde ein Niederländisch-Japanisches Lexikon erarbeitet, das wegen des bereits existierenden „Edo Haruma“ (江戸ハルマ) als „Dōyaku Haruma“ (同役ハルマ) bezeichnet wurde. Es wurde 1833 publiziert.

## Werke
- Hendrik Doeff: Herinneringen uit Japan. Verlag Francois Bohn, Haarlem, 1833.